# Franz Biebl
 (juillet 2024).
Si vous disposez d'ouvrages ou d'articles de référence ou si vous connaissez des sites web de qualité traitant du thème abordé ici, merci de compléter l'article en donnant les références utiles à sa vérifiabilité et en les liant à la section « Notes et références ».
Franz Xaver Biebl est un compositeur de musique classique allemand, né le 1er septembre 1906 et mort le 2 octobre 2001. La plupart de ses compositions étaient destinées à des chorales.

## Biographie
Franz Biebl est né à Pursruck, faisant désormais partie de Freudenberg (Bavière), le 1er septembre 1906. Il étudie la composition au conservatoire de Munich. Biebl fût chef de chœur à l'Église catholique Sainte-Marie de München-Thalkirchen de 1932 jusqu'en 1939, et maître de conférences de musique chorale au Mozarteum, une académie de musique à Salzbourg, en Autriche, commençant en 1939, où il prit des cours de chant et des leçons de théorie de la musique.
Biebl fût mobilisé dans l'armée à partir de 1943 lors de la seconde guerre mondiale. Il fut prisonnier de guerre de 1944 à 1946, étant détenu à Fort Custer, Battle Creek, dans le Michigan. Après la guerre, il partit de l'Autriche et déménagea à Fürstenfeldbruck, en Allemagne, où il fut chef de chœur de la chorale locale.

## Ave Maria
L'œuvre notoire de Biebl est son Ave Maria, qui comprend des morceaux de l'Angélus ainsi que du Je vous salue Marie. L'œuvre fût composée un certain temps avant le 1er mai 1959. La composition originale était en Ré majeur, mais fût changée en Do majeur lorsqu'elle fût publiée par Wildt's Musikverlag en 1964.
L'œuvre fût importée aux États-Unis par le Cornell University Glee Club en 1970. L'organisation rencontra Biebl en tournée en Allemagne, lors d'une session d'enregistrement à une chaîne radio dont Biebl était le directeur musical. Le chef d'orchestre Thomas A. Sokol avait offert un nombre d'œuvres de Biebl, les diffusant pour la première fois après être rentré chez lui. L'Ave Maria gagna rapidement en popularité, plus particulièrement après avoir intégré le répertoire de Chanticleer. Bien que le Ave Maria fût composé pour les voix masculines (TTB/TTBB), en 1985, Biebl prépara des arrangements supplémentaires pour des chorales SAT/SATB (En si bémol majeur) et SAA/TTBB. En 1998, Biebl prépara un quatrième arrangement pour une chorale SSA/SSAA. Dans le cadre du recueil de partition de Hinshaw Music, Inc., les quatre versions ont été vendues à plus de 670 000 exemplaires entre 1992 et 2016.